# موتيرشولتز
موتيرشولتز (بالفرنسية: Muttersholtz)‏ هي بلدية تقع في إقليم الراين الأسفل من منطقة ألزاس في شمال شرق فرنسا. تبلغ مساحة هذه المدينة 12.67 (كم²)، يبلغ عدد سكانها 1908 نسمة حسب إحصاء المعهد الوطني للإحصاء والدراسات الاقتصادية سنة 2009 م. وترأس Patrick Barbier البلدية خلال فترة (2008 - 2014).

## أعلام
- لويس آدم

## وصلات خارجية
- صفحة البلدية على موقع المعهد الوطني للإحصاء والدراسات الاقتصادية (بالفرنسية)